# Frontera entre el Gabon i São Tomé i Príncipe
La frontera entre el Gabon i São Tomé i Príncipe consisteix en uns segments marítims al golf de Guinea. Aquesta frontera es regeix per un tractat signat a São Tomé el 26 d'abril de 2001.
La frontera es basa sobre l'esbós del Gabon formalitzat per caps Estérias i López. Els segments marítims lineals estan definits per set punts de coordenades individuals.
- Punt 1 : 0° 44' 03" N 8º 14' 00" E
- Punt 2 : 0° 34' 00" N 8º 11' 15" E
- Punt 3 : 0° 00' 05" S 7º 50' 28" E
- Punt 4 : 0° 17' 38" S 7º 41' 21" E
- Punt 5 : 0° 25' 45" S 7º 37' 42" E
- Punt 6 : 0° 52' 51" S 7º 28' 25" E
- Punt 7 : 1º 28' 47" S 7º 16' 16" E

El trifini marítim septentrional entre Guinea Equatorial, Gabon i São Tomé i Príncipe no està pas clarament definiy com lel trifini sud amb el Camerun.